# Anonimowi Narkomani

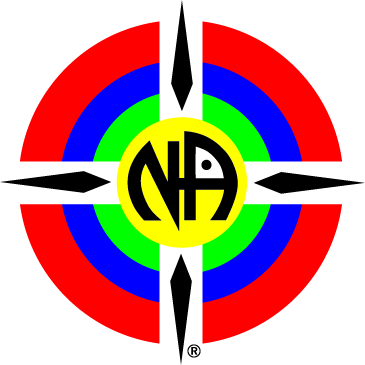
Logo Narcotics Anonymous (pol. Anonimowi Narkomani)

Anonimowi Narkomani – międzynarodowa bezdochodowa wspólnota mężczyzn i kobiet, których wspólnym celem jest zaprzestanie zażywania narkotyków oraz powrót do normalnego życia przy zachowaniu całkowitej abstynencji, włączając w to również alkohol. Do wspólnoty może przystąpić każdy bez względu na wiek, rasę czy orientację seksualną, jedynym warunkiem przystąpienia jest pragnienie zaprzestania brania narkotyków.
Uzależnieni spotykają się regularnie na spotkaniach zwanych mityngami w celu pracy nad programem Dwunastu Kroków (podobnym do programu 12 kroków AA) oraz dzieleniem się siłą, doświadczeniem i nadzieją. Część mityngów jest „zamknięta” mogą na nich przebywać tylko osoby uzależnione lub takie które myślą, iż mogą mieć problem z narkotykami, inne mityngi są „otwarte” dla wszystkich. Program zdrowienia oparty jest na 12 krokach. Realizacja tego programu przywraca wolność osobistą na drodze rozwoju duchowego. Wspólnota NA jest niezależna i samowystarczalna, nie jest związana z żadna partią polityczna, religią czy organami ścigania, nie przyjmuje dotacji od osób spoza wspólnoty. Utrzymuje się z własnych dobrowolnych datków (tzw. „kapelusza”), z którego opłacane są sale do mityngów, kawa lub herbata, ulotki oraz koszty związane z niesieniem posłania. Te i inne zasady które obowiązują grupy anonimowych narkomanów zostały zapisane w tzw. Dwunastu Tradycjach.
Wspólnota NA jest wspólnotą grup NA, gdzie każda grupa jest niezależna w ramach Dwunastu Tradycji. Grupy często tworzą wyżej zorganizowane struktury łączące okręgi, np. warszawski (kilkadziesiąt grup), regiony np. polski (kilkaset grup), europejskie forum (kilka tysięcy grup). Jedynym celem działania NA na poziomie grupy, regionu, czy świata jest niesienie posłania (pomocy) uzależnionemu, który cierpi z powodu narkotyków. Posłanie NA wyraża nadzieję, że istnieje nowy sposób życia, oraz brzmi: Uzależniony, każdy uzależniony, może przestać zażywać narkotyki, utracić obsesję zażywania i odnaleźć nową drogę życia. NA nie prowadzi programów profilaktycznych oraz nie adresuje swojego przesłania do osób które chcą dalej brać. NA nie zajmuje również stanowiska w stosunku do problemów spoza wspólnoty czy innych metod leczenia jak np. program metadonowy.
Osoby uzależnione w NA mogą pełnić służby w komitetach i komisjach bezpośrednio odpowiadając przed tymi którzy ich powołali i wykonując ich wolę. Służba w NA jest służba honorową i niedochodową. Sugestie dotyczące służb i NA jako całej ogólnoświatowej wspólnoty zebrane zostały w Dwunastu Koncepcjach NA. Służba, podobnie jak mityngi, pełni we wspólnocie ważną rolę w powrocie do zdrowia osoby uzależnionej i stanowi jeden z filarów zdrowienia. Kolejnym filarem jest sponsor, czyli osoba uzależniona o większym doświadczeniu i okresie czystości, opiekująca się “młodszymi” kolegami. Sponsor jest przyjacielem, który bezpośrednio czuwa nad rozwojem i realizacją programu Dwunastu Kroków.
Nazwa Anonimowi Narkomani pochodzi od angielskiego Narcotics Anonymous i związana jest fundamentalną, zasadą obowiązującą we wspólnocie dotycząca anonimowości osób należących do niej oraz wypowiedzi tych osób na mityngach. Zasada ta ma na celu zapewnienie bezpieczeństwa osób oraz swobody wypowiedzi na mityngach, ale również i chronienie wspólnoty jako takiej, aby indywidualne osoby nie wykorzystywały przynależności do NA do swoich osobistych celów. W związku z tą zasadą sugeruje się osobom należącym do wspólnoty zaniechanie przedstawiania się, umożliwiającego identyfikację lub pokazywania swojej twarzy i jednoczesnym mówieniu o przynależności do wspólnoty poza mityngiem. Anonimowość osób zapewnia również równość wszystkich osób należących do wspólnoty bez liderów czy wszystko wiedzących „wielkich mam” czy „wielkich tatusiów”.
Jedność NA jest utrzymywana właśnie dzięki anonimowości, która stanowi również podstawę podejmowania decyzji dotyczących wspólnoty. Zawsze są to decyzje podejmowanie kolektywnie na równych prawach przez wszystkich członków, a nie przez pojedyncze osoby. Na poziomie regionu (Konferencja Służb Regionu) decyzje podejmowane są jednogłośnie (metodą konsensusu) przez delegatów okręgów (z wyjątkiem decyzji finansowych czy personalnych, które są podejmowane większością zwykłą). Dyskusja prowadzona jest przez dwie tury w celu wypracowania kompromisu. Przy braku kompromisu decyzja podjęta zostaje w głosowaniu większościowym w trzeciej turze. Na poziomie okręgu lub grup decyzje podejmowane są zwykle większością głosów, a nie metodą konsensusu.
Wspólnota NA posiada osobowość prawną, swoje logo oraz literaturę. Właścicielem praw autorskich jest World Service Office inc. w CA USA – WSO uzyskało zgodę Światowego Biura AA na używanie 12 kroków i tradycji Anonimowych Alkoholików. Polska wspólnota ma osobowość prawną Fundacje Biura Służby Regionalnej NA.